# Mirco Nontschew
Mirco Nontschew (* 29. Oktober 1969 in Ost-Berlin; † am oder vor dem 3. Dezember 2021 in Berlin-Lankwitz) war ein deutscher Komiker. Er wurde durch die Sendung RTL Samstag Nacht bekannt. 

## Leben
Mirco Nontschews bulgarischer Vater Vasko Nontschew ist Musiker und seine Mutter Journalistin. Er erlernte auf Wunsch seiner Eltern den Beruf des Feinmechanikers für medizinische Geräte im VEB Medizinische Geräte Berlin, begann sich aber auch für das Showgeschäft zu interessieren. 1989 trat der damals 19-jährige Nontschew als Beatboxer und Breaker der Gruppe Downtown Lyrics bei einem Rap-Contest in Radebeul auf. Kurz darauf verließ er die DDR und siedelte in die Bundesrepublik Deutschland über.
Wegen seiner musikalischen Talente (er spielte Schlagzeug und Klavier) wurde Hugo Egon Balder beim Fernsehsender RTL auf ihn aufmerksam. 1993 war er Gründungsmitglied der erfolgreichen Fernseh-Comedy-Reihe RTL Samstag Nacht, einer deutschen Variante der US-Show Saturday Night Live, die ihn einem breiteren Publikum bekanntmachte. Er blieb bis zum Ende der Comedyshow 1998 ein festes Ensemblemitglied und wurde zu einem „der bekanntesten Comedians der Neunzigerjahre“.
Auch nach dem Ende von RTL Samstag Nacht war er in den 2000er-Jahren medial präsent. 2001 erhielt er in Sat.1 seine eigene Sketchsendung Mircomania, in der er in 13 Folgen mit Janine Kunze zu sehen war. Neben Gerd Rubenbauer und Sabrina Staubitz moderierte er 2003 die Sendung Deutschland Champions. 2004 spielte er im Kinofilm 7 Zwerge – Männer allein im Wald an der Seite von Otto Waalkes den Zwerg Tschakko, diese Rolle verkörperte er auch 2006 in der Fortsetzung 7 Zwerge – Der Wald ist nicht genug. Ab Anfang 2005 war er Stammgast der Improvisationscomedy Frei Schnauze bei RTL. In der zweiten Staffel unter dem Titel Frei Schnauze XXL trat er in den ersten Folgen als Gast auf. In der 2005 erschienenen Film-Persiflage Siegfried spielte Nontschew den italienischen Auftragskiller Giuseppe. Im Film Otto’s Eleven spielte er 2010 erneut an der Seite von Otto, hier verkörperte er seinen Freund Mike.
Im Mai 2011 nahm Nontschew mit Janine Kunze an der Sat.1-Sendung Der Bastelkönig teil und erreichte mit ihr zusammen den ersten Platz. Sie gewannen 25.000 Euro und spendeten das Geld der Aktion Lichterkinder von World Vision. 2012 wirkte er im neuen Ensemble der Comedy-Serie Die dreisten Drei neben Oliver Beerhenke und Sophia Thomalla mit. RTL II strahlte 2012 testweise eine neue Kochshow mit ihm aus: Die Sendung trug den Namen Cook cook – Mircos Kochstudio. Nach schwachen Einschaltquoten wurden keine weiteren Folgen gedreht. Von 2013 bis 2017 fungierte er regelmäßig als Quizmaster in der Rubrik Barth, aber fair in der Sendung Willkommen bei Mario Barth.
Nachdem es einige Jahre ruhiger um ihn geworden war, konnte Nontschew 2021 mit einem Auftritt in der von Michael „Bully“ Herbig geleiteten Comedysendung LOL: Last One Laughing wieder auf sich aufmerksam machen. Auch an der dritten Staffel der Reihe, die im Frühjahr 2022 ausgestrahlt wurde, wirkte er mit.
Mirco Nontschew hat drei Töchter aus zwei Beziehungen. Er wurde am 3. Dezember 2021 tot in seiner Wohnung in Berlin-Lankwitz aufgefunden. Nontschew starb unerwartet, die Todesursache wurde bisher nicht öffentlich bekanntgegeben. Laut Aussage seines Managers soll Nontschew eines natürlichen Todes gestorben sein, die Staatsanwaltschaft hielt die Todesursache (Stand 2021) für nicht geklärt.

## Rezeption
Judith Liere schrieb in der Zeit, dass sich Nontschews Humor weniger über Inhalte, sorgfältige Gags oder ausgefeilte Figurendarstellungen ergeben habe, sondern: „Das Lustige an ihm war Nontschew selbst. Er trat auf und noch bevor er einen Laut von sich gab, lachte das Publikum, weil allein sein kantiges Gesicht, seine Augenbrauen, seine Mundwinkel da schon ein halbes Comedyprogramm abgeliefert hatten. Dann kam der Rest des Körpers hinzu und komplett machten es die Geräusche.“ Sein Humor habe die deutsche Comedyszene über die 1990er-Jahre hinaus geprägt.
Der Spiegel hob Gesicht und Stimme des Komikers hervor: „Mit diesem Gesicht zieht Nontschew völlig überzogene Grimassen, wechselt von einer Sekunde auf die nächste die Gemütslage, von entspannt zu erschrocken zu entrüstet. Und dann ist da sein eigentliches Markenzeichen, seine Stimme: Dialekte, echt oder ausgedacht, und vor allem Geräusche, die er nachmachen kann.“ Nontschews Humor sei anarchisch und das Publikum überfordert gewesen, diese Art von Komik sei in den 1990er-Jahren gefragter als in den Jahren vor seinem Tod gewesen.
Oliver Rasche beschrieb ihn in der Welt als „Clown im besten Sinne“, der es geschafft habe, alleine durch Mimik und Gestik „Millionen Menschen zum Lachen zu bringen“: „Weniger wie ein brachialer Comedian, eher wie ein klassischer Tänzer. Und er war komisch, wirklich komisch.“
Willi Winkler meinte in der SZ, mit Nontschew sei aus dem Fernseher „endlich“ ein „alles zermalmender Blödsinn“ gekommen, der Komiker habe sich „für sein Publikum zerrissen“. Zugleich hätten ihm das Publikum, „ahnungslos, wie es seit je bei großer Kunst reagierte“, sowie die deutsche Fernsehlandschaft, die ihn in späteren Jahren in mittelmäßige Formate durchgereicht habe, seinen Einsatz nicht gedankt.

## Filmografie (Auswahl)

### Fernsehen
- 1993–1998: RTL Samstag Nacht (Fernseh-Comedy-Reihe)
- 1996: Tatort: Wer nicht schweigt, muß sterben (Fernsehreihe)
- 1999: Sieben Tage bis zum Glück
- 2001: Mircomania (13-teilige Fernseh-Comedy-Reihe)
- 2005–2008: Frei Schnauze (XXL) (Improvisationscomedy – Stammbesetzung 1. Staffel, Gast 2. Staffel)
- 2010: Lafer! Lichter! Lecker! (Kochshow – Gast)
- 2011: Der Bastelkönig (Spielshow)
- 2011–2012: Die Dreisten Drei (Sat.1-Comedyserie)
- 2013: Die Kaya Show
- 2013–2017: Willkommen bei Mario Barth
- 2021: LOL: Last One Laughing (Staffel 1) (Spielshow)
- 2022: LOL: Last One Laughing (Staffel 3) (Spielshow, posthum am 14. April veröffentlicht[17])

### Kino
- 1998: Kai Rabe gegen die Vatikankiller
- 2004: 7 Zwerge – Männer allein im Wald
- 2005: Siegfried
- 2006: 7 Zwerge – Der Wald ist nicht genug
- 2010: Otto’s Eleven

### Synchronisation
- 1997: Hercules
- 1999: Tobias Totz und sein Löwe
- 2000: Titan A.E.
- 2002: Der Schatzplanet
- 2004: Lauras Stern
- 2005: Der kleine Eisbär 2 – Die geheimnisvolle Insel
- 2006: Oh, wie schön ist Panama
- 2014: Der 7bte Zwerg

## Diskografie
- 1992: CD-Single Hein mit dem 3. Bein (4-Track-CD)
- 1995: CD-Single Only You in Herzform (Pikosso Records PC 12 – 872 0008), laut Cover die weltweit erste Herz-Form-CD
- 1996: CD-Single I Found Love, When I Found You
- 1997: CD-Single Es war Sommer (… und bei uns Winter) (feat. Stefan Raab)
- 2001: CD-Album Das Album
- 2002: CD-Single Wer hat den Grössten
- 2002: CD-Single (Gimme Dat) Bodylotion (feat. Doc Shaggyman)
- 2019: Single Viva La El Comandante
- 2020: Single Darf ich bitten
- 2021: Single Ruffa Cluff To Di Chuck Bounce (feat. Doc Shaggyman)
- 2020: Single Swush (Mirco Nontschew, The Jam Session Brothers & ILoveMemphis)

## Auszeichnungen
- 1994 – Bambi
- 1994 – Goldener Löwe
- 1994 – Bayerischer Fernsehpreis
- 1995 – Goldene Romy
- 2001 – Goldene Rose von Montreux: Silberne Rose für Mircomania
- 2005 – Deutscher Comedypreis